# هلیو گریسی
هلیو گریسی (انگلیسی: Hélio Gracie; ۱ اکتبر ۱۹۱۳ – ۲۹ ژانویهٔ ۲۰۰۹) ورزشکار هنرهای رزمی ترکیبی، استاد جوجیتسو برزیلی و جودوکار اهل برزیل بود. وی از معدود افرادی است، که موفق شده دان ۱۰ جوجیتسو برزیلی را دریافت کند، او همچنین استاد بسیاری از جوجیتسوکارها و مدرسین این رشته در جهان محسوب می‌شود.